# Cheapass Games

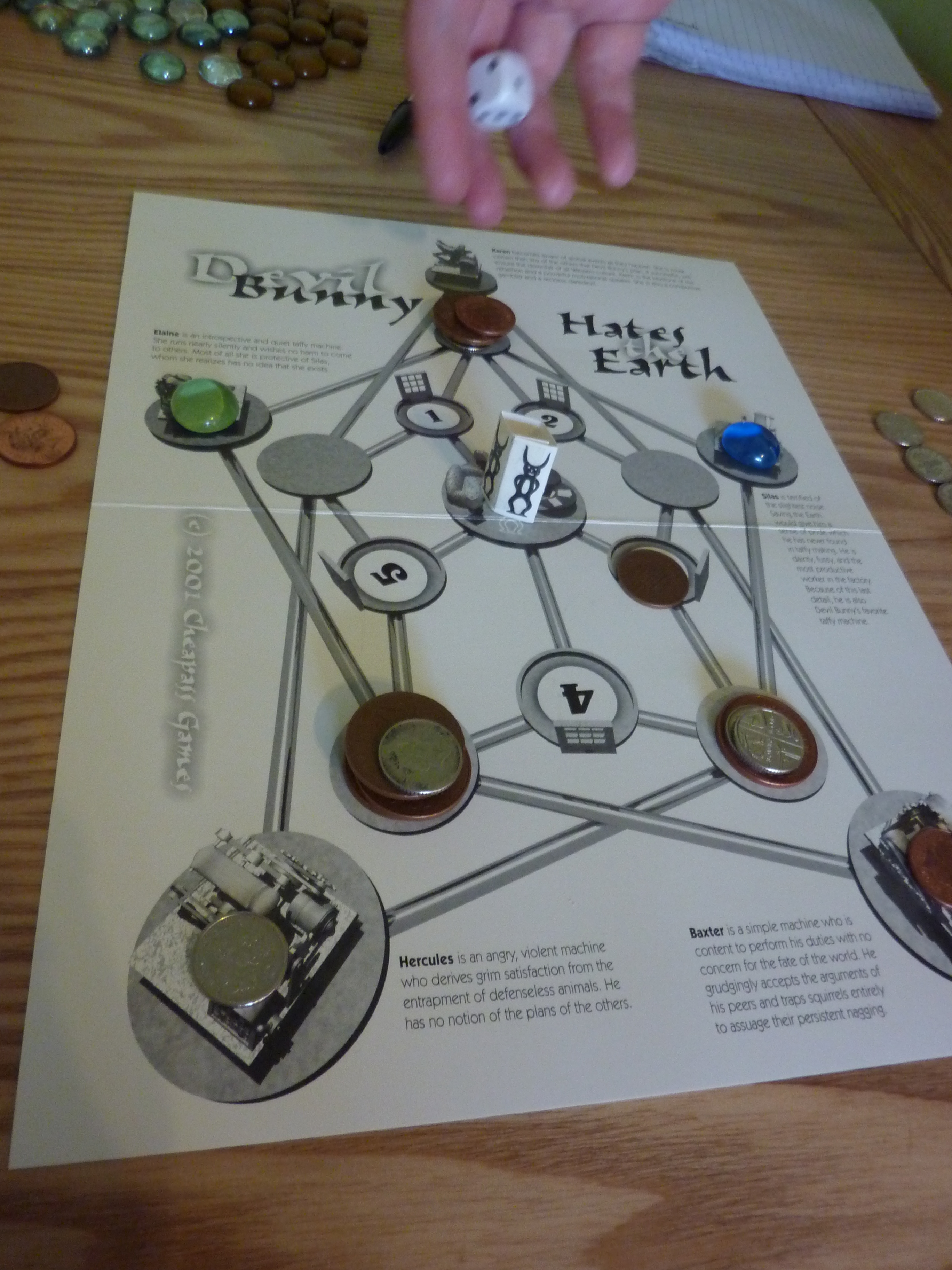
Devil Bunny Hates The Earth, un jeu de société développé par Cheapass Games

Cheapass Games est un éditeur de jeux de société basé à Seattle aux États-Unis.

## Quelques jeux édités
- Kill Doctor Lucky, 1996, James Ernest, Origins Award  jeu de société non historique 1997
- Button Men, 1999, James Ernest, Origins Award  jeu de société non historique 1999
- The Big Idea, 2000, James Ernest
- Fightball, 2002, James Ernest et Mike Selinker